# (4777) Аксёнов
(4777) Аксёнов (лат. Aksenov) — типичный астероид главного пояса, открыт 24 сентября 1976 года советским астрономом Николаем Черных в Крымской астрофизической обсерватории и 22 февраля 1997 года назван в честь советского астронома Евгения Аксёнова.

## Обнаружение и именование
(4777) Аксёнов
Открыт 24 сентября 1976 года в Научном Н. С. Черных.
Назван в память об известном специалисте по небесной механике Евгении Петровиче Аксёнове (1933—1995), много лет руководившем Астрономическим институтом имени Штернберга в Москве. Вместе с Гребениковым и Дёминым исследовал и нашёл общее решение обобщённой задачи о двух неподвижных центрах, проведя качественное исследование всех возможных типов движения в рамках задачи и рассмотрев их устойчивость. Также разработал аналитическую теорию движения искусственных спутников, основанную на некеплеровской промежуточной орбите, и доказал существование нескольких новых классов периодических решений в рамках круговой ограниченной задачи трёх тел. Название предложено Институтом теоретической астрономии.
Оригинальный текст (англ.)4777 Aksenov
Discovered 1976-09-24 by Chernykh, N. S. at Nauchnyj.
Named in memory of a well-known authority on celestial mechanics, Evgenij Petrovich Aksenov (1933—1995), director of the Sternberg Astronomical Institute in Moscow for many years. With Grebenikov and Demin he investigated and found a general solution for the generalized problem of two fixed centers, carrying out a qualitative investigation of all possible types of motion within the problem and considering their stability. He also developed an analytical theory for the motions of artificial satellites based on a non-Keplerian intermediate orbit, and he proved the existence of several new classes of periodic solutions within the circular restricted three-body problem. Name suggested by the Institute of Theoretical Astronomy.
Источники: DISCOVERY.DB; M.P.C. 29143.

## Орбита

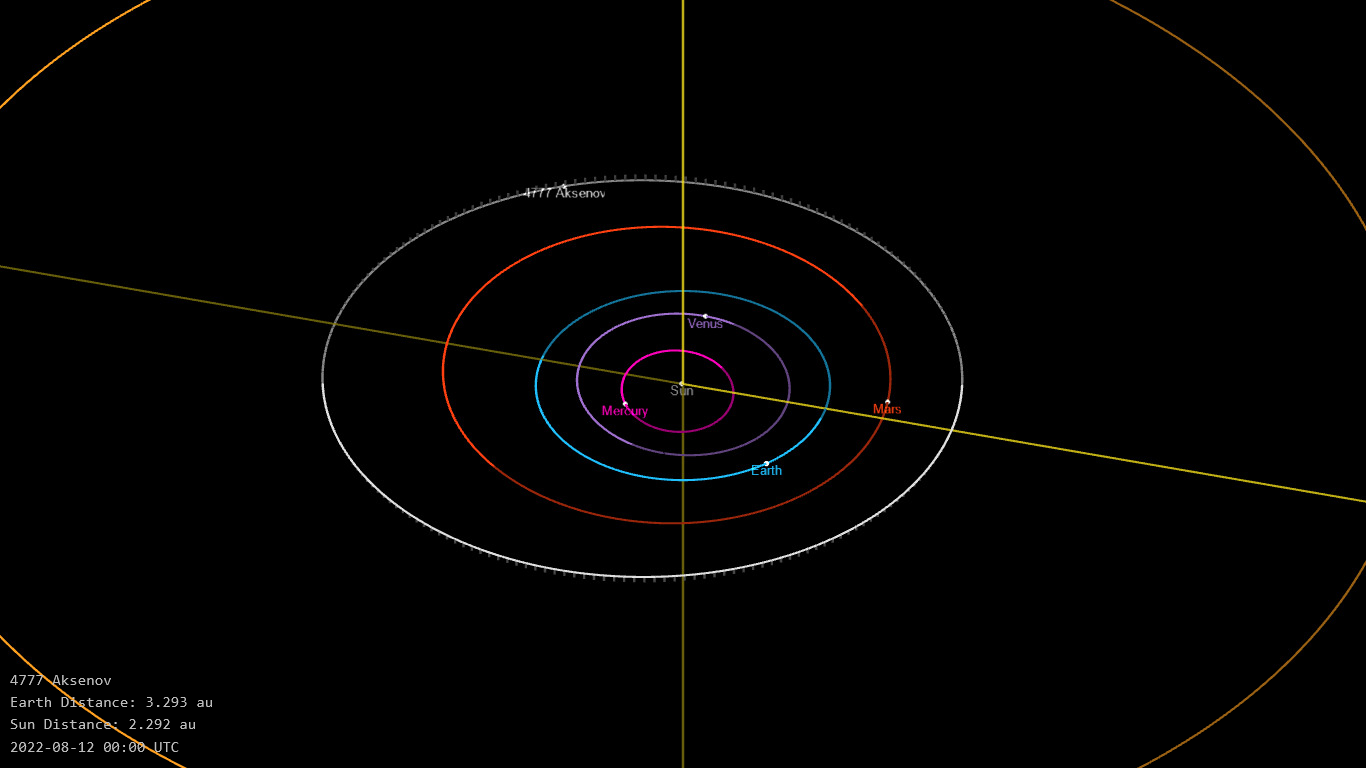
Орбита астероида Аксёнов и его положение в Солнечной системе

## Физические характеристики
Астероид относится к таксономическому классу S.
По результатам наблюдений в видимом и ближнем инфракрасном диапазоне космического телескопа NEOWISE диаметр астероида оценивался равным 3,861±0,315 км. Согласно тем же источникам альбедо оценивается как 0,2976±0,0763 и 0,298±0,076.